# Simona De Silvestro

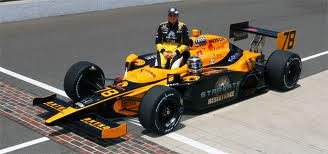
Simona De Silvestro tijdens de indy 500 in 2010

Simona De Silvestro (Thun, 1 september 1988) is een autocoureur. Ze heeft zowel de Zwitserse als de Italiaanse nationaliteit.

## Carrière
De Silvestro reed tussen 2005 en 2006 achtereenvolgens in de Italiaanse Formule Renault en het Amerikaanse Formule BMW kampioenschap. In 2007 maakte ze de overstap naar de Atlantic Championship. Een zevende plaats op het circuit van Mont-Tremblant dat jaar was haar beste resultaat en ze eindigde op de negentiende plaats in het kampioenschap. In 2008 reed ze het kampioenschap voor een tweede keer. Ze won de race op het circuit van Long Beach en werd daarmee de tweede vrouwelijke coureur die een race kon winnen in de Atlantic Championship. Ze behaalde dat jaar nog drie top vijf plaatsen in een race en eindigde op de achtste plaats in het kampioenschap. In 2009 nam ze voor het derde jaar op rij deel aan het kampioenschap. Ze won dat jaar vier races en stond enkele races voor het einde ruim aan de leiding in de puntenstand, maar tegen het einde van het seizoen liep het wat minder en de concurrentie had een deel van de achterstand kunnen goedmaken. Voor de laatste race op Laguna Seca had ze nog zeven punten voorsprong op de tweede in de stand, Jonathan Summerton en tien punten op John Edwards. De Silvestro werd tijdens de eerste ronde van de race van de baan gereden door Markus Niemelä, de kampioen van 2008. Deze laatste kreeg daarvoor een bestraffing, maar dat nam niet weg dat het kampioenschap over was voor De Silvestro. Edwards won het kampioenschap en De Silvestro werd in extremis derde in de eindstand.
In 2010 debuteerde ze in de IndyCar Series voor HVM Racing. Haar beste resultaat dat jaar was een achtste plaats op de Mid-Ohio Sports Car Course. Met de veertiende plaats tijdens de Indianapolis 500 won ze de trofee Indianapolis 500 Rookie of the Year. Ze eindigde op de negentiende plaats in het kampioenschap.
In 2011 reed ze een tweede jaar voor HVM Racing. Haar beste resultaat behaalde ze tijdens de openingsrace op het stratencircuit van St. Petersburg, waar ze vierde werd. Ze behaalde dat jaar nog twee top 10-plaatsen en eindigde op de twintigste plaats in het kampioenschap. Tijdens de trainingen voor de Indianapolis 500 liep ze lichte brandwonden op aan de handen door een crash.
In 2012 reed ze voor het derde jaar voor HVM Racing. Het team veranderde van motorenleverancier en ging voortaan aan de slag met een V6-turbomotor van Lotus. Deze motor rendeerde niet optimaal, wat ertoe leidde dat De Silvestro steeds achteraan op de startgrid te vinden was. Bovendien was de wagen zo traag tijdens de Indianapolis 500, dat ze uit de race werd genomen.
Ze reed mee in de Formule E in het seizoen 2014-2015 en 2015-2016 voor het team Andretti Autosport.

## Resultaten

#### Indianapolis 500
| Jaar | Chassis | Motor     | Start | Finish | Team       |
| ---- | ------- | --------- | ----- | ------ | ---------- |
| 2010 | Dallara | Honda     | 22    | 14     | HVM Racing |
| 2011 | Dallara | Honda     | 24    | 31     | HVM Racing |
| 2012 | Dallara | Lotus     | 32    | 33     | HVM Racing |
| 2013 | Dallara | Chevrolet | 24    | 17     | HVM Racing |